# Генрі Річард Ван Донген
Генрі Річард Ван Донген (англ. H. R. Van Dongen, 20 серпня 1920 — 27 лютого 2010) — американський художник, відомий своїми науково-фантастичними журналами та обкладинками книг. Він часто чергувався з Келлі Фріз як художник обкладинки для Аналог: наукова фантастика та факти. Ван Донген також працював для багатьох християнських видань.
Під час Другої світової війни Ван Донген служив стрільцем B-24 у Восьмій авіаційній армії і після того, як був збитий, провів 11 місяців у полоні.